# Солдатское (Крым)
Солда́тское (до 1948 года Сеит-Джеу́т, Седжеву́т; укр. Солдатське, крымскотат. Secevüt, Седжевют) — село в Сакском районе Республики Крым, входит в состав Добрушинского сельского поселения (согласно административно-территориальному делению Украины — Добрушинского сельсовета Автономной Республики Крым).

## Население
| 2001 | 2014 |
| ---- | ---- |
| 188  | ↘73  |

Всеукраинская перепись 2001 года показала следующее распределение по носителям языка
| Язык             | Процент |
| ---------------- | ------- |
| русский          | 62.23   |
| крымскотатарский | 28.19   |
| украинский       | 9.57    |

### Динамика численности
| - 1806 год — 25 чел. - 1900 год — 38 чел. - 1915 год — 1 чел. - 1926 год — 34 чел. | - 2001 год — 188 чел. - 2009 год — 132 чел. - 2014 год — 73 чел. |

## Современное состояние
На 2016 год в Солдатском числится 2 улицы — 40 лет Победы и Степная , площадь, занимаемая селом, по данным сельсовета на 2009 год, 8,2 гектара, на которой в 70 дворах, числилось 132 жителя.

## География
Солдатское — село на крайнем севере района, в степном Крыму, у границы с Раздольненским районом, высота над уровнем моря — 44 м. Соседние сёла: Шалаши в 2 км на юго-восток и Елизаветово — в 5 км на юг. Расстояние до райцентра — около 58 километров (по шоссе), ближайшая железнодорожная станция — Евпатория в 37 километрах. Транспортное сообщение осуществляется по региональной автодороге 35Н-456 Елизаветово — Солдатское от шоссе 35Н-022 Славянское — Евпатория (по украинской классификации — С-0-11208).

## История
Первое документальное упоминание села встречается в Камеральном Описании Крыма… 1784 года, судя по которому, в последний период Крымского ханства Сехар входил в Шейхелский кадылык Козловскаго каймаканства. После присоединения Крыма к России (8) 19 апреля 1783 года, (8) 19 февраля 1784 года, именным указом Екатерины II сенату, на территории бывшего Крымского Ханства была образована Таврическая область и деревня была приписана к Евпаторийскому уезду. После Павловских реформ, с 1796 по 1802 год, входила в Акмечетский уезд Новороссийской губернии. По новому административному делению, после создания 8 (20) октября 1802 года Таврической губернии, Сеит-Джеут был включён в состав Хоротокиятской волости Евпаторийского уезда.
По Ведомости о волостях и селениях, в Евпаторийском уезде с показанием числа дворов и душ… от 19 апреля 1806 года в деревне Сиджеут числилось 5 дворов и 25 крымских татар. На военно-топографической карте генерал-майора Мухина 1817 года в деревне Сежевут  4 двора. После реформы волостного деления 1829 года Седжут, согласно «Ведомости о казённых волостях Таврической губернии 1829 года», отнесли к Аксакал-Меркитской волости (переименованной из Хоротокиятской). На карте 1836 года обозначен хутор Сиджеут без указания числа дворов, а на карте 1842 года — условным знаком «малая деревня», то есть, менее 5 дворов. Видимо, деревня вскоре опустела окончательно, поскольку в доступных источниках до конца XIX века не упоминается.
Вновь Сеит-Джеут встречается в «…Памятной книжке Таврической губернии на 1900 год», согласно которой в селении, приписанном к Агайской волости, числилось 38 жителей в 1 дворе, но на верстовой карте 1890 года к северу от развалин деревни обозначена лишь экономия Сеит-Джеут без указания числа дворов. По Статистическому справочнику Таврической губернии. Ч.II-я. Статистический очерк, выпуск пятый Евпаторийский уезд, 1915 год, в экономии Сиджеут (Д. Т. Трещева) Агайской волости Евпаторийского уезда числился 1 двор с 1 «посторонним» жителем.
После установления в Крыму Советской власти, по постановлению Крымревкома от 8 января 1921 года № 206 «Об изменении административных границ» была упразднена волостная система и село вошло в состав Евпаторийского района Евпаторийского уезда, а в 1922 году уезды получили название округов. 11 октября 1923 года, согласно постановлению ВЦИК, в административное деление Крымской АССР были внесены изменения, в результате которых округа были отменены и произошло укрупнение районов — территорию округа включили в Евпаторийский район. Согласно Списку населённых пунктов Крымской АССР по Всесоюзной переписи 17 декабря 1926 года, на хуторе Сеит-Джеут, Каймачинского сельсовета Евпаторийского района, числилось 8 дворов, из них 6 крестьянских, население составляло 34 человека, из них 25 татар и 9 русских. После образования 15 сентября 1931 года Фрайдорфского еврейского национального (лишённого статуса национального постановлением Оргбюро ЦК КПСС от 20 февраля 1939 года) района (в 1944 году переименованного в Новосёловский) Сеит-Джеут включили в его состав.
В 1944 году, после освобождения Крыма от фашистов, согласно Постановлению ГКО № 5859 от 11 мая 1944 года, 18 мая крымские татары были депортированы в Среднюю Азию. С 25 июня 1946 года Сеит-Джеут в составе Крымской области РСФСР. Указом Президиума Верховного Совета РСФСР от 18 мая 1948 года, Сеит-Джеут переименовали в Солдатское. 25 июля 1953 года Новоселовский район был упразднен и село включили в состав Раздольненского. 26 апреля 1954 года Крымская область была передана из состава РСФСР в состав УССР. Время включения в состав Воронкинского сельсовета пока не установлено: на 15 июня 1960 года село уже числилось в его составе. Указом Президиума Верховного Совета УССР «Об укрупнении сельских районов Крымской области», от 30 декабря 1962 года Солдатское присоединили к Евпаторийскому району. 1 января 1965 года, указом Президиума ВС УССР «О внесении изменений в административное районирование УССР — по Крымской области», Евпаторийский район был упразднён и село включили в состав Сакского (по другим данным — 11 февраля 1963 года). К 1 января 1968 года село в Добрушинском сельсовете. С 12 февраля 1991 года село в восстановленной Крымской АССР, 26 февраля 1992 года переименованной в Автономную Республику Крым. С 21 марта 2014 года в составе Крыма аннексировано Россией.